# 鄂煥
鄂煥，《三國演義》虛構人物，為高定部將，善使方天畫戟。於孔明征朱褒、雍闓時粉墨登場，後被魏延擒獲，孔明以禮相待，成功離間高定與朱、雍二人。
後高定派鄂煥斬朱褒、平雍闓，二人一起歸蜀，鄂煥遂因其功而被封為牙門將。